# Louis Dorus
Louis Dorus (1. marts 1812 i Valenciennes – 9. juni 1896 i Étretat) var en fransk fløjtenist.

## Biografi
Dorus blev født som Vincent Joseph van Steenkiste, men kaldte sig dog senere Louis Dorus. I 1822 blev han elev ved Conservatoire de Paris hos Joseph Guillou. Ved den årlige konservatoriekonkurence fik han i 1826 en andenpris og i 1828 en førstepris for tværfløjte. Fra 1828 til 1830 tjente han ved Théâtre des Variétés, og fra 1835 til 1866 som solofløjtenist ved Pariseroperaen.
Dorus satte sig hurtigt grundigt ind i den af Theobald Böhm nyudviklede fløjtemodel og konstruerede selv en lukket gisklap til den (alternativt til den åbne byggemetode fra Böhm-modellen). Han bestræbte sig for at indføre Böhmfløjten på konservatoriet i Paris, men mislykkedes dog på grund af modstand fra fløjteprofessoren Jean-Louis Tulou. Først da Dorus i 1860 fik et professorat som Tulous efterfølger, blev Böhmfløjten (modificeret af den franske fløjtemager Louis Lot) indført på Conservatoire de Paris.
I 1866 blev han ridder af Æreslegionen. Til Dorus' elever hører blandt andre Paul Taffanel. Dorus' efterfølger som fløjteprofessor ved konservatoriet i Paris var Joseph-Henri Altès, der tiltrådte i 1868.
Louis Dorus forfattede lærebøger til den nye Böhmfløjte (herunder L'Étude de la Nouvelle Flûte, méthode progressive arrangée après Devienne, udgivet i 1845 i Paris) såvel som enkelte kompositioner for fløjte (bl.a. operafantasier).
Den franske komponist Henri Rabaud var barnebarn af Louis Dorus.